# Jean Miélot
Jean Miélot, ook wel Jehan genoemd, (geboren in Gueschard omstreeks het begin van de 15e eeuw - Rijsel, 1472), was een middeleeuws schrijver, priester en miniaturist.

## Biografie
Hij werd geboren in Gueschard gelegen tussen Abbeville en Hesdin in Picardië dat in 1435 bij de Vrede van Atrecht in Bourgondische handen terechtkwam. In 1448 maakte hij een vertaling in het Middelfrans van de Speculum humanae salvationis die werd opgemerkt door hertog Filips de Goede. Hij werd tussen 1448 en 1449 gevraagd om bij de hertog in dienst te treden als secretaris en vertaler en er zijn verschillende betalingen terug te vinden in de rekeningen van Philips de Goede tussen 1450 en 1458 zoals: "A maistre Jehan Mielot, secrétaire de mondit seigneur le duc, et translateur de ses livres , pour cinq cens jours entiers, qu'il affirme avoir vacquié à continuellement estre occupé à translater livres pour mondit seigneur, IIIc francs" waarin hij secretaris en vertaler genoemd werd. De eerste rekening waarin Miélot betaald wordt door de hertog als vertaler en schrijver dateert van 22 april 1449. Van 1453 tot 1472 was hij kanunnik van de collegiale Sint-Pieterskerk in Rijsel. Doutrepont (professor aan de Katholieke Universiteit Leuven) stelde dat Miélot geen miniaturist was, maar dat hij misschien wel de leiding had over het verluchten en eventueel kalligraferen van door hem vertaalde werken. Hij beperkte zich tot het aangeven van het onderwerp van de miniaturen en hooguit een schets van de compositie die hem voor ogen stond.
Hij bleef in dienst van Filips de Goede tot aan diens dood in 1467 en werkte daarna zowel voor Karel de Stoute als voor Lodewijk van Saint-Pol. In 1468 werd hij benoemd tot diens kapelaan.

## Werken
Deze lijst van werken is gebaseerd op de gedetailleerde lijst op Arlima, archives de litérature du moyen âge. In de lijst hierbij staat:
- KBR voor Koninklijke Bibliotheek van België
- BnF voor Bibliothèque nationale de France

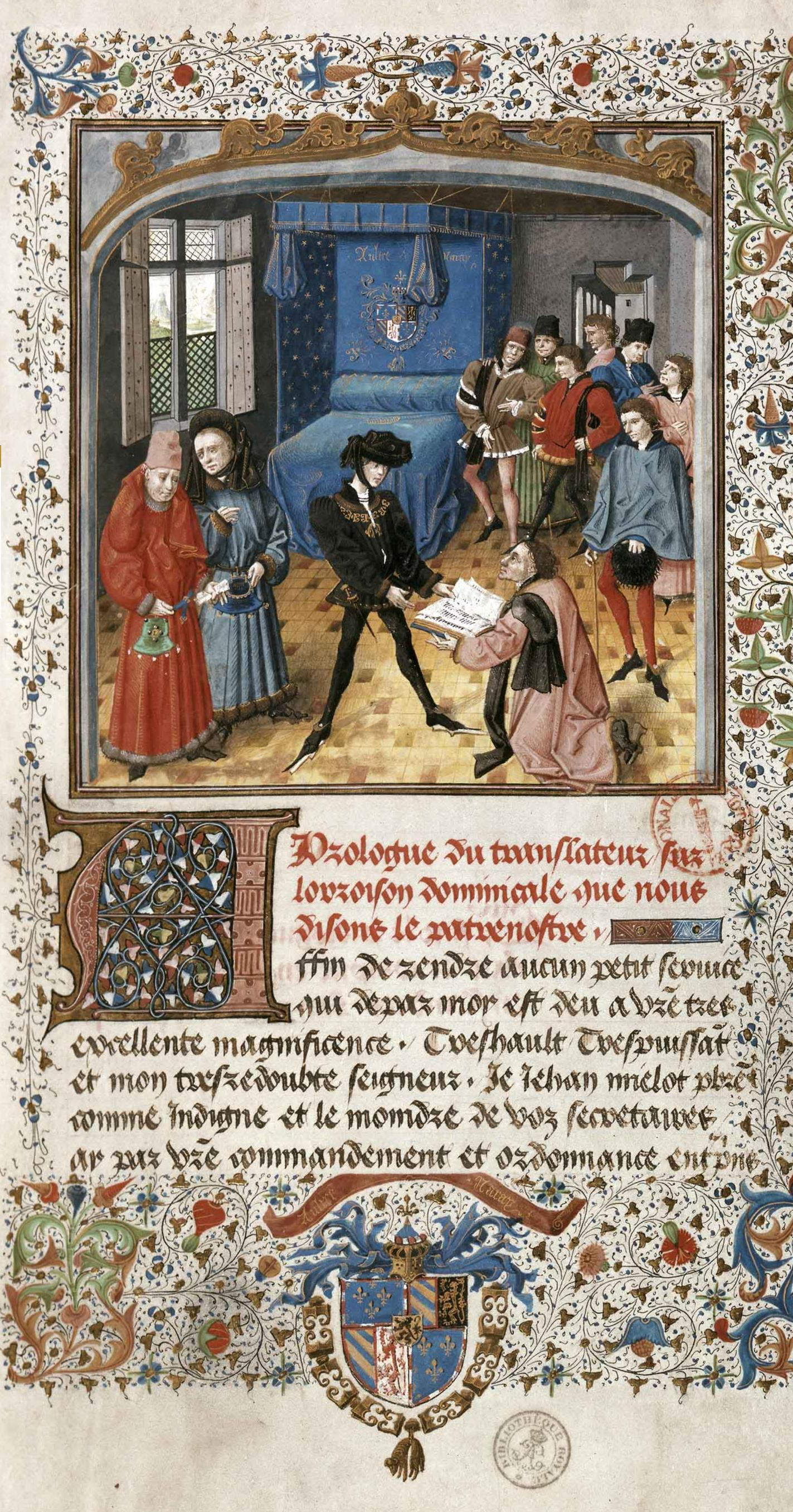
Presentatie van de "oraison domincale" door Jean Miélot aan Philips de Goede

### Vertalingen
- Le miroir d l'humanie salvation, 1448, vertaling van Speculum humanae salvationis, KBR 9249-9250, BnF 6275
- La vie de saint Josse, 1449, vertaling uit het Latijn, KBR 10958, Valenciennes, Bibliothèque municipale, 511
- Le debat de noblesse jadis plaidoié a romme entre Publius Cornelius et Gayus Flaminius, 1449, vertaling uit het Latijn van de Orationes de vera nobilitate van Buonaccorso da Montemagno de jonge, KBR 9278-9280; KBR 10977-10979; Kopenhagen, Kongelige biblioteket, Thott 1090 4°
- Le debat de honneur entre Hannibal, Alixandre le grant et Scipion; Un debat entre trois princes, 1449-1450, Franse vertaling van de Latijnse vertaling door Giovanni Aurispa ven de 12e Dialoog van de doden (Νεκρικοί Διάλογοι) van Lucianus van Samosata, KBR 9278-9280; KBR 10977-10979; Kopenhagen, Kongelige biblioteket, Thott 1090 4°
- Le miroir de l'ame, 1451, vertaling uit het Latijn van de Speculum aureum anime peccatricis van Jacob van Gruytrode, KBR, 11123; BnF fr. 562
- Des quattres desrenieres choses a venir, 1455, studie in het Frans met enkele Latijnse passages - vertaling van de Cordiale de quattuor novissimis van Gerardus de Vliederhoven, KBR 9048; BnF français, 993
- l'Advis directif pour faire le passage d'oultremer
  - Ung advis directif pour faire le voyage d'oultremer, 1455, vertaling uit het Latijn van het Directorium ad passagium faciendum, KBR 9095; Oxford, Bodleian Library Douce, 374; BnF Arsenal 4798; BnF fr. 5593; BnF fr. 9087
  - La description de la terre saincte, 1456, vertaling uit het Latijn van een werk dat volgens Miélot in 1337 geschreven was door de predikheer Brochart l'Alemant, Bnf Arsenal 4798, BnF fr. 5593, BnF fr. 9087
- Romuleon, 1460, vertaling uit het Latijn van de Romuleon van Benvenuto da Imola, Besançon, Bibliothèque municipale, 850; KBR 10173-10174; Florence, Biblioteca Medicea Laurenziana, Medicei Palatini, 156
- verzamelhandschrift (BnF exemplaar)
  - Invectives contre raillars, jengleurs et autres mespriseurs des ouvrages etestudes des clercz sciencieux et vertueux, 1468, vertaling uit het Latijn van boek XIV, hfdstk. 2-3, van de Genealogiae deorum gentilium van Boccaccio, Bnf fr. 17001
  - Epitre que Tulle jadis envoia a son frere Quintus Ciceron, 1468, vertaling uit het Latijn van een brief van Cicero aan Tullius zijn jongere broer, Kopenhagen, Kongelige biblioteket, Thott 1090 4°;BnF fr. 17001
  - La Briefve compilation de toutes les histoires de la bible, vertaling uit het Latijn van de Compilatio nova super tota Biblia van Giovanni da Udine, KBR II 239; BnF fr.17001; Sint-Petersburg, Russische Nationale Bibliotheek, fr. F.v.IV,12 (5.3.40)
  - Traité de Généalogie, korte verhandeling over het opstellen van een stamboom naar de Catholicon van Giovanni Balbi en de Genealogiae deorum gentilium van Boccaccio, BnF 17001

### Franse werken
- La vie et miracles de Nostre Dame, 1456, Franse tekst, verzameling samengesteld door Miélot, Oxford, Bodleian Library, Douce, 374; BnF fr. 9198; BnF fr. 9199
- verzamelhandschrift
  - Moralitez de pluiseurs philosophes, 1456, Franse tekst, BnF fr. 12441
  - Aucunes tres devotes contemplations sur les VII herres de la Passion, 1456, Franse tekst, BnF, fr. 12441
  - Plusieurs proverbes en françois, et procedent selon l'ordre de l'ABC, 1456, Franse tekst, BnF fr. 12441
  - Ung petit traittié de la science de bien morir, 1456, Franse tekst, BnF 12441
- Le traité sur l'oraison dominicale", 1457, Franse tekst, KBR 9092.* La vie de sainte Catherine, 1457, Franse tekst, BnF fr. 6449; BnF nouvelles acquisitions françaises 28650
- La passion de saint Adrien, 1458, Franse tekst, Chantilly, Bibliothèque et Archives du Château, 749
- l'Epistre d'Othea de Christine de Pizan, aangepaste versie, Franse tekst, ca. 1460, Aylesbury, Waddesdon Manor (coll. James A. de Rothschild), 8, 58; KBR 9392
- La genealogie de nostre seigneur Jesus Christ, 1460, Franse tekst, KBR II 239; BnF fr. 17001
- La vie de saint Fursy, 1462, Franse tekst, Wenen, Österreichische Nationalbibliothek, s. n. 2731
- Le traittié devieillesce et de jeunesce, 1468, een aangepaste kopie van een glosse van Évrart de Conty op de Échecs amoureux, Kopenhagen, Kongelige biblioteket, Thott 1090

- Biblioteca Nacional de España: XX1365936
- Bibliothèque nationale de France: cb122175300 (data)
- Gemeinsame Normdatei: 102840172
- International Standard Name Identifier: 0000 0000 6150 6217
- Library of Congress Control Number: nr89007640
- Nationale Bibliotheek van Tsjechië: mzk2002110039
- Nationale Bibliotheek van Israël: 987007411871205171
- Nederlandse Thesaurus van Auteursnamen: 070792720
- Istituto Centrale per il Catalogo Unico: SBLV009796
- Système universitaire de documentation: 030840252
- Union List of Artist Names: 500053493
- Virtual International Authority File: 9899078
- WorldCat: E39PBJt8fH9WPxVHFVHjWqxJjC